# Ingenio Primer Correntino
Ingenio Primer Correntino es una localidad argentina, situada en el departamento San Cosme de la provincia de Corrientes. Administrativamente depende de la municipalidad de Santa Ana de los Guácaras, de cuyo centro urbano dista unos 7 km.

## Historia
Ingenio Primer Correntino fue fundado en el año 1850 por iniciativa del italiano Francisco Bolla, empresario relacionado con la elaboración de caña de azúcar.
Bolla logró que en 1890, la provincia le concesione la construcción y operación del Ferrocarril Económico Correntino, con el propósito de trasladar cargas de todo tipo, empleados del ingenio y pasajeros en general. Asimismo también, la empresa podía disponer de todos los terrenos de la zona. En la actualidad, es testigo de lo que fuera la antigua Industria del Azúcar dentro de la provincia.

## Vías de comunicación
La principal vía de comunicación son las rutas Provincial 43 (asfaltada solamente hasta el ingreso a Santa Ana de los Guácaras) y la Provincial 98 (no asfaltada), que comunican al norte con la Ruta Nacional 12, y al sur con Santa Ana de los Guácaras.

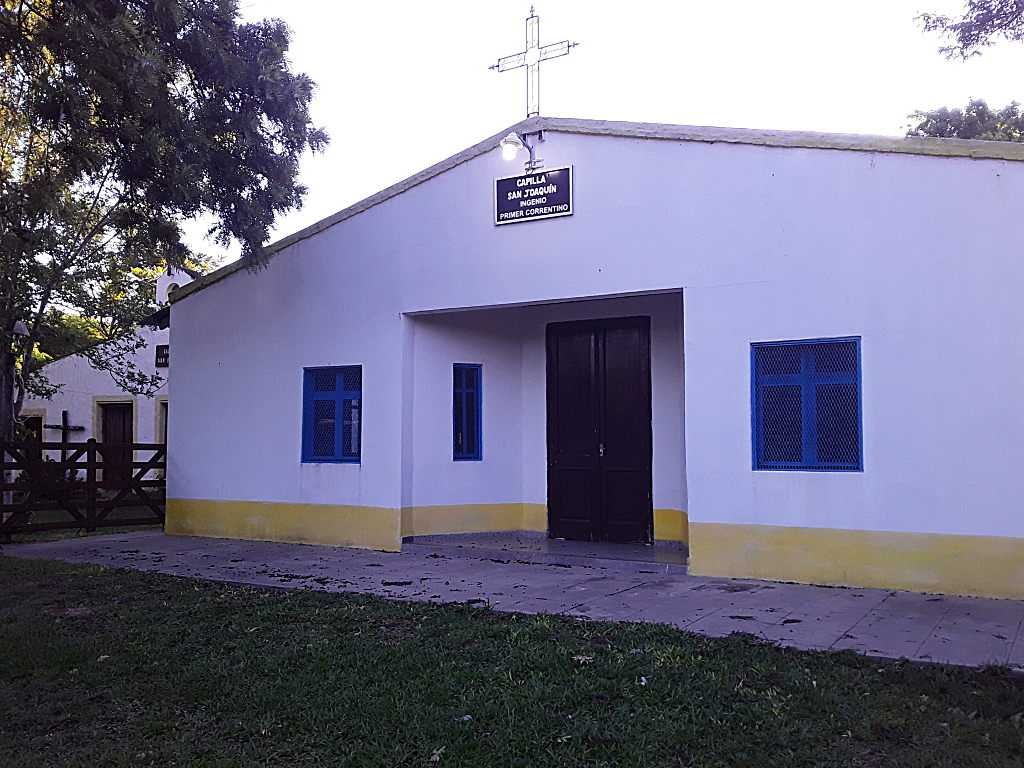
Nueva capilla de San Joaquín

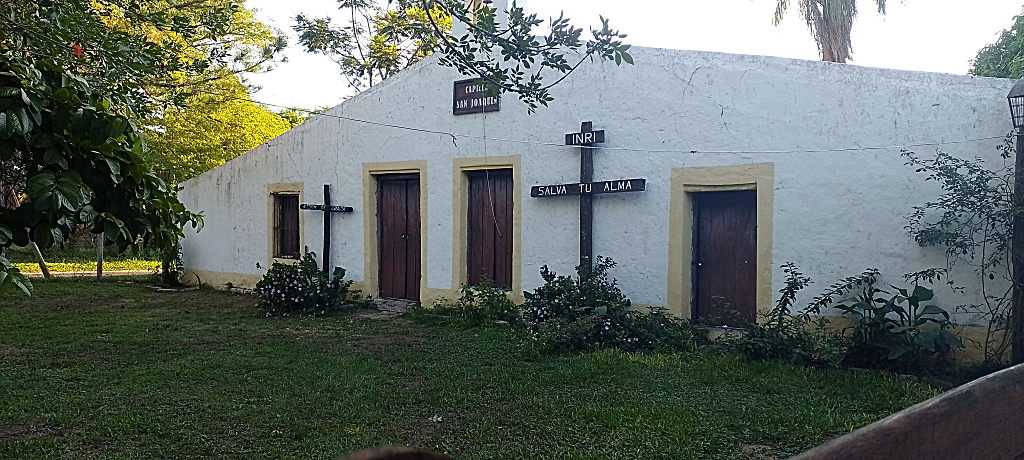
Antigua capilla a San Joaquín

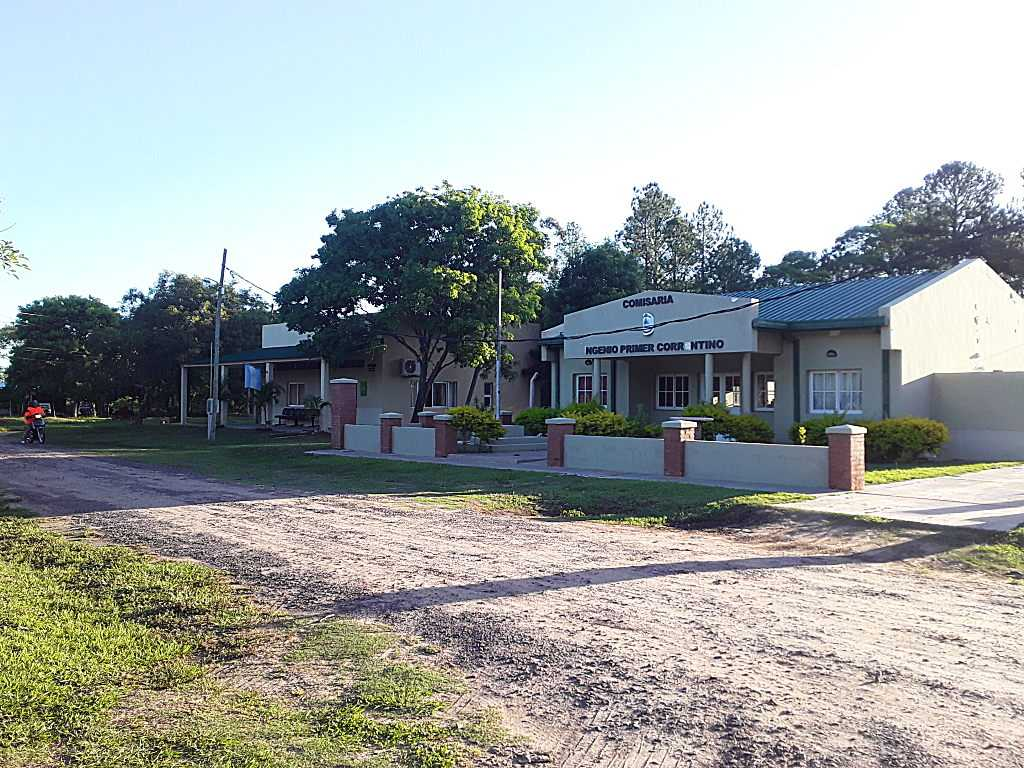
Vista hacia el Centro de Salud (izquierda) y Comisaría del paraje (derecha)

En cuanto al servicio de transporte público, esta conectada a Santa Ana de los Guácaras y la ciudad de Corrientes, por medio del ramal Santa Ana (empresa ERSA Urbano) y la vieja Línea 11 de colectivos.

## Infraestructura
Ingenio Primer Correntino cuenta con los siguientes servicios:
- Escuela Primaria
- Plaza con juegos para niños
- Escuela EFA (Agrotécnica)
- Centro de Salud
- Comisaría
- Centro Comunitario
- Cancha de Fútbol
- Capilla en honor a San Joaquín, del panteón cristiano.[3]

## Población
Cuenta con 296 habitantes (Indec, 2010), representando un incremento del 29,3% frente a los 229 habitantes (Indec, 2001) del censo anterior.
| Gráfica de evolución demográfica de Ingenio Primer Correntino entre 1991 y 2010 |
|                                                                                 |
| Fuente: Censos nacionales del INDEC                                             |